# Fali-fülke
A Fali-fülke a Duna–Ipoly Nemzeti Parkban lévő Visegrádi-hegységben, Dömösön található egyik barlang.

## Leírás
A Fali-fülke a Vadálló-kövek felülről a második sziklatornyának északnyugati oldalában, 4,5 méter magasságban van. A fülke felett még három méter fal van a torony tetejéig.
A fülke szélessége 5 méter, magassága 3,5 méter, a hossza 3 méter. Ez utóbbi a legbizonytalanabb adat. A barlang valóságos alakjának megfigyelését nehezítette, hogy az alját teljesen benőtte a borostyán. Belsejében a jobb oldalon érdekes, sima falú, oldásformáknak tűnő alakzatok látszanak. Az oldódás pedig itt csaknem kizártnak tekinthető.

## Kialakulás
Elképzelhető, hogy az oldásformáknak tűnő alakzatok gázkitörési csatornáktól származnak, – esetleg az egész üreg egy gázhólyag maradványa. Ezt az elképzelést alátámasztani látszik az is, hogy a sziklatorony aljában is 10–30 centiméter átmérőjű csövek látszanak, hosszan, ameddig be tudtak világítani.

## Kutatástörténet
A barlangot 1997-ben Gönczöl Imréék kutatták fel és írták le. Sehonnan sem tudták elérni. Gönczöl Tímea a jobb oldali párkányon eljutott a fülke széléig, de a bemászásról Gönczöl Imre beszélte le, mert nem volt kötéllel biztosítva. A barlangot távcsővel figyelték meg a következő torony oldalából, valamint alulról, de sok információ Gönczöl Tímeától származik, aki mégiscsak a legközelebbről látta, bár az érdekesnek tűnő, jobb oldalt nem láthatta. A leírtak miatt a méretek becsléssel, összehasonlítással lettek felmérve, az iránymérések valóságosak.
A 2001. november 12-én elkészült, Magyarország nemkarsztos barlangjainak irodalomjegyzéke című kézirat barlangnévmutatójában szerepel a Fali-fülke. A barlangnévmutatóban meg van említve 1 irodalmi mű, amely foglalkozik a barlanggal. A 366. tétel nem említi, a 365. tétel említi. A 2014. évi Karsztfejlődésben megjelent tanulmányban az olvasható, hogy a Visegrádi-hegység 101 barlangjának egyike a Dömösön található Fali-fülke. 3 m hosszú és 3,2 m függőleges kiterjedésű barlang.